# Riforma Castelli
La legge 25 luglio 2005, n. 150 (nota come riforma Castelli) è una legge della Republica Italiana che riformò l'ordinamento giudiziario italiano. Proposta dal governo Berlusconi II nel 2002 e approvata nel 2005, fu completata da una serie di decreti legislativi emanati nella prima metà del 2006.
La riforma, emanata in forma di legge delega, prende il nome del Ministro della giustizia Roberto Castelli, che ricoprì tale incarico nei governi Berlusconi II e III. La riforma fu in seguito modificata dalla legge 30 luglio 2007, n. 111, detta "Riforma Mastella", promulgata durante il governo Prodi II.

## Storia
In occasione delle elezioni politiche del 2001 la Casa delle Libertà guidata da Silvio Berlusconi si presenta agli elettori con un programma in cui, tra l'altro, indica cinque strategie di governo; la terza di queste strategie riguarda la giustizia, la sicurezza e l'immigrazione, e uno dei suoi paragrafi è propriamente riguardante l'ordinamento della magistratura. In esso prevede alcune modifiche possibili solo con leggi di modifica della Costituzione, come la politica giudiziaria guidata dal ministro. Sono esplicitamente presenti elementi che saranno sostanzialmente attuati dalla riforma: la tipizzazione degli illeciti, l'obbligatorietà dell'azione disciplinare, i provvedimenti riguardanti la progressione economica e di carriera (nel programma si legge: "Progressione economica legata all'anzianità e all'inesistenza di demeriti, e criteri obiettivi legati al merito per il passaggio alle funzioni superiori") e, soprattutto, la separazione delle funzioni ("Immissione dei magistrati in due ruoli distinti dopo un percorso iniziale comune e cambiamento di ruolo previa partecipazione ad uno specifico corso o concorso") presentata nel programma come separazione delle carriere, che in realtà avrebbe richiesto una legge costituzionale.
Approvato dal Consiglio dei ministri il 14 marzo 2002, il disegno di legge ha subito varie modifiche durante i passaggi parlamentari. Le approvazioni definitive si sono avute più di due anni dopo, il 10 aprile 2004 al Senato e il 30 novembre 2004 alla Camera. Il 16 dicembre 2004 il Presidente della repubblica Carlo Azeglio Ciampi, avvalendosi delle prerogative riservategli dalla Costituzione, non firma la legge e la rinvia alle Camere a causa di alcuni profili di incostituzionalità (come, ad esempio, l'introduzione di una politica giudiziaria guidata dal ministro, come previsto nel programma del 2001: provvedimento ritenuto da Ciampi lesivo dell'indipendenza e dell'autonomia della magistratura). La legge verrà nuovamente e definitivamente approvata dal Parlamento, con le opportune modifiche, il 20 luglio 2005, e pubblicata sulla Gazzetta Ufficiale del 29 luglio 2005.

## Contenuti e innovazioni
La riforma è una legge delega, e in quanto tale impegna il governo entro limiti temporali indicati ad assumere decreti legislativi atti ad attuare le direttive del testo approvato in Parlamento. A partire da sei mesi dall'approvazione, il testo obbliga il governo ad attuare la disciplina transitoria per il conferimento degli uffici direttivi di legittimità e di merito. La maggior parte della serie di deleghe (quattordici in tutto) affidate al governo sono a scadenza annuale. L'ultima direttiva che impegna il governo è quella di emanare, entro cinque anni, un testo unico delle disposizioni regolamentari in materia di ordinamento giudiziario.
I contenuti principali della riforma riguardano: la separazione delle funzioni, la selezione e la formazione dei magistrati, le procedure di progressione di carriera, le procedure disciplinari, l'organizzazione delle procure, il decentramento funzionale.

### Modalità di accesso alla magistratura
In attuazione della norma, venne emanato il d.lgs. 5 aprile 2006, n. 160 che ridiscipliva le modalità di accesso alla magistratura italiana, norma in parte modificata dalla riforma Mastella del 2007 e da ulteriori atti normativi.

### Separazione delle funzioni
Ogni magistrato ha l'obbligo di effettuare, assieme alla tradizionale prova concorsuale, una verifica psicoattudinale ad inizio carriera, utile ad indirizzare la scelta di funzione (inquirente o giudicante) che il magistrato dovrà assumere all'inizio della carriera. Successivamente, e solo entro i primi cinque anni, è permesso cambiare ruolo, dopo un corso di formazione, il superamento di un esame orale e il cambio di distretto obbligatorio.
Il disegno originario della riforma, licenziato dal governo nel 2002, prevedeva la separazione delle carriere; venne però bocciato dal Parlamento dopo i rilievi del 2004 di Ciampi perché contro la Costituzione, che prevede l'appartenenza ad un unico ordine da parte della magistratura inquirente e di quella giudicante.

### Selezione e formazione dei magistrati
Viene istituita la Scuola superiore della magistratura, che organizza corsi di formazione da frequentare obbligatoriamente ogni cinque anni (in precedenza erano facoltativi). Questi corsi daranno alla fine una valutazione di ogni candidato. Le valutazioni della Scuola superiore della magistratura dovranno essere necessariamente positive per consentire al magistrato di poter partecipare ai concorsi per la progressione anticipata di carriera. Tali valutazioni potranno essere comunque acquisite dal Consiglio superiore della magistratura per altri fini (ad esempio disciplinari, o altro). La composizione del comitato della Scuola superiore della magistratura prevede magistrati, avvocati e docenti universitari.

### Procedure di progressione di carriera
Viene mantenuto l'avanzamento di carriera per età (13 anni per accedere alla Corte d'appello, 28 anni per accedere alla Corte di cassazione). Vengono però introdotti criteri meritocratici per velocizzare l'avanzamento, da verificare tramite un esame scritto ed un esame orale concernenti casi pratici.

### Procedure disciplinari
I provvedimenti disciplinari, i cui responsabili sono il procuratore capo della Cassazione ed il Ministro della Giustizia, con la riforma sono sottoposti ad azione obbligatoria, e non più discrezionale come in precedenza. Diminuisce anche la discrezionalità nell'individuazione di illeciti e reati compiuti da magistrati, a differenza della legislazione precedentemente vigente, risalente al 1930.
Tra le novità: viene vietata ai magistrati la militanza nei partiti politici, viene considerato illecito il cosiddetto «provvedimento abnorme», e possono essere oggetto di illecito disciplinare l'interpretazione di norme di diritto e la valutazione di fatti e prove nel processo.

### Organizzazione delle procure
Con la riforma Castelli il procuratore capo diviene il responsabile unico dell'andamento della procura, distribuisce deleghe ai sostituti, le quali possono essere da lui revocate in qualsiasi momento. Stabilisce anche i criteri da rispettare da parte dei pubblici ministeri del suo ufficio.
Il procuratore capo è inoltre l'unico autorizzato ad intrattenere rapporti con la stampa; in questo modo, qualsiasi notizia non fornita direttamente dal procuratore capo costituisce di per sé illecito disciplinare.

### Decentramento funzionale
Vengono create direzioni generali del Ministero della giustizia a competenza regionale. Viene introdotta nelle procure più grandi (come, ad esempio, Milano, Roma, Palermo) la figura del manager con competenze organizzative non giurisdizionali.

## I decreti attuativi
La legge delega fu attuata con 10 decreti legislativi. Di seguito l'elenco:
- decreto legislativo 16 gennaio 2006, n. 20;[3]
- decreto legislativo 23 gennaio 2006, n. 24;[4]
- decreto legislativo 27 gennaio 2006, n. 25;[5]
- decreto legislativo 30 gennaio 2006, n. 26;[6]
- decreto legislativo 2 febbraio 2006, n. 35;[7]
- decreto legislativo 7 febbraio 2006, n. 62;[8]
- decreto legislativo 20 febbraio 2006, n. 106;[9]
- decreto legislativo 23 febbraio 2006, n. 109;[10]
- decreto legislativo 5 aprile 2006, n. 160;[11]
- decreto legislativo 25 luglio 2006, n. 240.[12]

## Critiche
La riforma, durante il suo percorso di approvazione e successivamente, è stata oggetto di numerose critiche, e di segno diverso, da parte delle associazioni dei magistrati e degli avvocati, nonché dall'opposizione al governo Berlusconi, autore di questa legge.

### Magistratura
Nel testo del codice disciplinare di cui al d.lgs n. 109/2006, erano “contenute disposizioni capaci di promuovere una repressione indiscriminata” della parola pubblica dei magistrati, capovolgendo “un principio particolarmente innovativo”, in base al quale il CSM aveva riconosciuto al magistrato – laddove gli organi di stampa avessero fornito un’informazione carente o imprecisa – la facoltà di fornire informazioni dirette a evitare fraintendimenti o false rappresentazioni della condotta sua e dell’ufficio di appartenenza. “Non è azzardato ritenere che propri tali orientamenti liberali del giudice disciplinare e gli insuccessi dell’iniziativa disciplinare sul fronte della libertà di espressione abbiano suggerito la stretta liberticida del codice disciplinare voluto dal Ministro Castelli”.

### Avvocatura
Secondo il parere dell'Unione delle Camere Penali la riforma Castelli contiene alcuni elementi positivi, quali la tipizzazione degli illeciti disciplinari, la partecipazione di soggetti estranei alla magistratura nei consigli giudiziari, la delimitazione dei criteri di responsabilità in merito all'esercizio dell'azione penale, ma tradisce il suo impianto originario, nonché il disegno istituzionale che aveva portato alla sua scrittura, entrambi riguardanti la completa separazione delle carriere finalizzata alla totale terzietà del giudice (ex art. 111 della Costituzione, all'avviso dell'Unione delle Camere Penali), così come il proposito di introdurre un'iniziale formazione giuridica comune per magistratura inquirente, giudicante, mondo accademico ed avvocatura; inoltre, la normativa introdotta dalla riforma è stata ritenuta farraginosa, complicata, persino ingestibile ed inutile.

## Iter di approvazione
L'iter di approvazione della legge fu lungo e travagliato. Di seguito i vari passaggi:
- 14 marzo 2002 - Il Consiglio dei Ministri vara a riforma sotto forma di disegno di legge;
- 21 gennaio 2004 - Il Senato approva il disegno di legge con 144 sì, 90 no e 1 astenuto;
- 30 giugno 2004 - La Camera approva con modificazioni il disegno di legge con 277 sì, 156 no e 5 astenuti;
- 10 novembre 2004 - Il Senato approva, con ulteriori modificazioni, il disegno di legge con 150 sì, 5 no e 3 astenuti;
- 1º dicembre 2004 - La Camera approva il disegno di legge con 273 sì, 158 no e 4 astenuti;
- 16 dicembre 2004 - Il Presidente della Repubblica Carlo Azeglio Ciampi rinvia alle Camere il disegno di legge;
- 28 giugno 2005 - Il Senato approva il disegno di legge;
- 20 luglio 2005 - La Camera approva in via definitiva il disegno di legge con 284 sì, 219 no e 4 astenuti;
- 25 luglio 2005 - Il Presidente della Repubblica Carlo Azeglio Ciampi firma la legge.

## Giudizio di costituzionalità
La Corte Costituzionale, con la sentenza 245/2007, ha dichiarato l'incostituzionalità del comma 45 dell'articolo 2 della legge 150/2005 nella parte in cui non prevede che alle procedure di selezione per il conferimento degli incarichi direttivi di uffici giudiziari di primo e di secondo grado possano partecipare i magistrati che, per avere esercitato il diritto al prolungamento del servizio oltre la data di ordinario collocamento a riposo, previsto dalle norme vigenti, assicurino comunque la permanenza nell'incarico per almeno quattro anni. Ha inoltre dichiarato l'illegittimità costituzionale dello stesso comma 45 nella parte in cui non prevede che alle procedure di selezione per il conferimento degli incarichi direttivi di uffici giudiziari di legittimità possano partecipare i magistrati che, per avere esercitato il diritto al prolungamento del servizio oltre la data di ordinario collocamento a riposo, previsto dalle norme vigenti, assicurino comunque la permanenza nell'incarico per almeno due anni.
Con la medesima sentenza la Corte Costituzionale ha dichiarato la parziale incostituzionalità degli articoli 2 e 3 del d.lgs. 20/2006. In seguito, con la sentenza 170/2014, la Corte Costituzionale ha dichiarato la parziale incostituzionalità del comma 1 dell'articolo 13 del d.lgs. 109/2006.